# Ruckgraben
Der Ruckgraben ist ein etwas unter 4 km langer Bach in der Stadtteilgemarkung Oeffingen von Fellbach im Rems-Murr-Kreis in Baden-Württemberg, der nach im Wesentlichen westlichem Lauf, zuletzt durch das Weidachtal nordwestlich von Oeffingen, von rechts in den mittleren Neckar mündet.

## Geographie

### Verlauf
Der Ruckgraben entsteht auf etwa 290 m ü. NHN etwa 1,7 km ostnordöstlich des Ortsrandes von Oeffingen an der Stadtgrenze von Fellbach zur Hegnacher Stadtteilgemarkung von Waiblingen, die dort entlang der Esslinger Straße verläuft. Gegenüber dem Anfang des zunächst als Graben neben einem Feldweg zwischen Äckern laufenden Gewässers stehen einige Häuser Hegnachs im Keimenfeld.
Nach den ersten 600 Metern unterquert der Bach die K 1854 Hegnach–Oeffingen. Danach fließt er die nächsten etwa 500 Meter in den Etzwiesen zwischen Äckern und Obstwiesen weiterhin recht gerade westwärts; wenige erste Bäume stehen zuletzt am Ufer. Von Südosten kommend, mündet der etwa ebenso lange Finkenbach und der Ruckgraben läuft nun mit sporadisch Baum und Strauch am Ufer durch ein Wiesengelände zu Füßen des rechten Hangs Hundsbuckel, linksseits allenfalls etwa 150 Meter von der begleitenden Kreisstraße entfernt. Wenig südlich der Domäne Tennhof unterquert er die L 1197 Remseck am Neckar–Fellbach, die ihm zunächst in ihrem Bogen um Oeffingen auf der linken Seite westwärts folgt. Nach weiteren etwa 500 Metern ist wieder ein Wirtschaftsweg an seine Seite getreten, der Bach tieft sich nun erstmals stärker ein und der Baumbewuchs im beginnenden Unterlauftal wird dichter.
Dem Muschelkalktal des Ruckgrabens läuft vor dem Nordosteck von Oeffingen von Süden her das längere, als Senke im besiedelten Gelände ab Schmiden im Süden zu verfolgende Trockental Langes Tal zu. Danach verläuft der Ruckgraben durch das Weidachtal, das sich in wenigen Mäanderbögen nordwestwärts fortsetzt, kurz unterirdisch bis zur ehemaligen Oeffinger Kläranlage. Dort sind schon beide hohen Hänge mit Wald bedeckt. Danach fließt der Bach wieder offen. Etwa 0,8 km nordwestlich des Oeffinger Ortsrandes mündet der Ruckgraben schließlich etwa gegenüber der Kläranlage vor Aldingen von rechts und zuletzt Südosten auf 206,8 m ü. NHN in den mittleren Neckar.
Der Ruckgraben mündet nach einem 3,7 km langen Lauf mit mittlerem Sohlgefälle von etwa 22 ‰ rund 83 Höhenmeter unterhalb seines Grabenursprungs.

### Einzugsgebiet
Der Ruckgraben hat ein 11,0 km² großes Einzugsgebiet, das naturräumlich gesehen im Neckarbecken liegt, der weit überwiegende Teil im Unterraum Schmidener Feld und nur ein kleiner mündungsnaher Zwickel im Nordwesten im Unterraum Marbach-Waiblinger Täler. Es umfasst einen großen Teil der ackerbaulich und gartenbaulich genutzten Hochebene zwischen Neckar im Westen und der dieser im Osten in nordwestlicher Richtung zulaufenden Rems; am Nordrand rechts des Bachlaufs erheben sich Hügel, die weithin vom Wald Hart westlich von Hegnach bedeckt sind. Dort befindet sich am Wasserturm auch der mit 326,3 m ü. NHN höchste Punkt des Gebietes. Der deutlich überwiegende Teil des Einzugsgebietes liegt südlich des Bachlaufs.
Reihum grenzen die Einzugsgebiet der folgenden Nachbargewässer an:
- Im Nordwesten läuft der kleinere Rötensteingraben etwas weiter abwärts zum Neckar;
- im Norden grenzt nur kurz noch weiter flussabwärts unmittelbares Einzugsgebiet des Neckars an;
- jenseits der nordöstlichen und östlichen Wasserscheide fließt recht nahe die Rems dem Neckar zu, die auf diesem langen Abschnitt von der Scheide her keinen offenen Zufluss erfährt;
- im Süden entwässert der Schüttelgraben ostwärts zur Rems;
- im Südwesten und Westen gibt es keine Bäche, aber künstliche Regenwasserrinnen nunmehr zum Neckar;
- im Westnordwesten schließlich gibt es keinen Zufluss von der Scheide zum immer näheren Neckar oberhalb der Mündung.

Der überwiegende Teil des Einzugsgebietes liegt in den Teilgemarkungen Oeffingen (im Norden) und Schmiden (im Süden) der Stadt Fellbach. Daneben hat die Stadtteilgemarkung Hegnach von Waiblingen im Nordosten einen kleinen Randanteil, im Südosten die des zentralen Waiblingens selbst nur einen Zwickel.
Noch in der ersten Hälfte des 20. Jahrhunderts war das Gebiet weit überwiegend landwirtschaftlich genutzt, darin verloren sich fast die noch kleinen Dörfer Oeffingen und Schmiden. Diese haben sich inzwischen weit ausgebreitet und sind zusammengewachsen. Im Nordosten ragt nun auch ein Teil von Hegnach ins Einzugsgebiet. Zu Oeffingen gehört außerdem die Domäne Tennhof, der außer Hegnach einzige andere Ort rechtsseits des Bachlaufs. Östlich der geschlossen bebauten beiden Fellbacher Stadtteile stehen ein paar Gehöfte und Gärtnereien inmitten ihrer Nutzflächen.

### Zuflüsse und Trockentäler
Hierarchische Liste der Zuflüsse und Trockentäler jeweils von der Quelle zur Mündung. Gewässerlänge, Einzugsgebiet und Höhe nach den entsprechenden Layern auf der Onlinekarte der LUBW. Andere Quellen für die Angaben sind vermerkt.
Ursprung des Ruckgrabens auf etwa 290 m ü. NHN an der Stadtgrenze Waiblingen/Fellbach neben der Esslinger Straße im Süden von Hegnach.

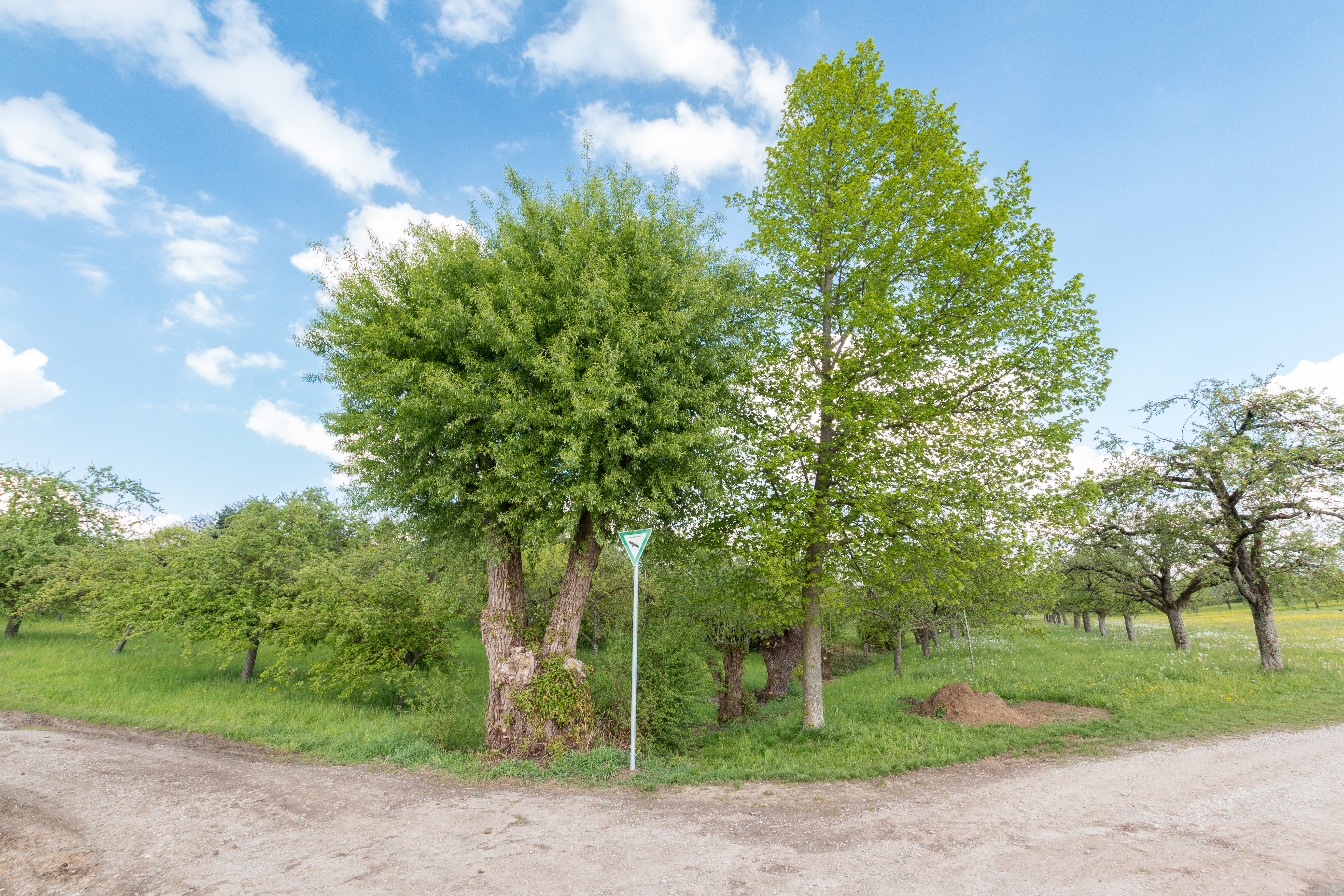
Naturdenkmal Weiden am Finkenbach

- Finkenbach, von links und Südosten auf etwa 263 m ü. NHN etwa 0,7 km nordöstlich des Ortsrandes von Oeffingen zwischen Etzwiesen rechts und Unteren Etzwiesen links, 1,1 km und ca. 1,0 km². Entsteht auf etwa 288 m ü. NHN in der Hinteren Kostesol ebenfalls an der Stadtgrenze Waiblingen/Fellbach.
  - (Trockental Heimertal), von links und Süden auf etwa 265 m ü. NHN kurz vor der Mündung, ca. 0,9 km[LUBW 6] und ca. 0,4 km². Die Talmulde beginnt auf etwa 300 m ü. NHN an der Nordseite des flachen Hügels Lindenbühl.
- (Graben vom Hundsbuckel), von rechts und Nordosten auf etwa 257 m ü. NHN am Gewann Tennhof, ca. 0,5 km[LUBW 6] und ca. 0,5 km². Entsteht auf etwa 269 m ü. NHN am Hundsbuckel vor dem Rand des Waldes Hart.
- (Heute gewässerloses Langes Tal), zumindest im unteren Abschnitt auch Oberes Weidachtal[LUBW 7] genannt, von links und insgesamt Südosten auf etwa 230 m ü. NHN am Knick der Nord- und Westumgehung von Oeffingen, ca. 4,1 km[LUBW 6] und ca. 5,5 km². Die Talmulde beginnt auf etwa 280 m ü. NHN östlich von Schmiden im Gewann Weidach (!) und wendet sich in Schmiden nach Nordnordwesten.

Mündung des Ruckgrabens von rechts und zuletzt Südosten auf 206,8 m ü. NHN aus dem Weidachtal nordwestlich von Oeffingen und gegenüber der Kläranlage im Süden von Aldingen in den mittleren Neckar. Der Ruckgraben ist 3,7 km lang und hat ein 11,0 km² großes Einzugsgebiet.

## Geologie
Der größte Teil des Einzugsgebietes von der Südgrenze bis an den Lauf des Ruckgrabens ist mit Lösssediment aus quartärer Ablagerung bedeckt. Die wenig tiefen Talmulden darin im Nordosten sind stellenweise bis in den Gipskeuper (Grabfeld-Formation) eingetieft. Wo wie etwa im langen, sich durch Schmiden und Oeffingen nordwärts ziehenden Langen Tal, der Einschnitt tiefer geht, reicht er bis in den Lettenkeuper (Erfurt-Formation) und dort sogar etwa ab der Ortsgrenze Schmiden/Oeffingen in den Oberen Muschelkalk.
Rechtsseits des Bachlaufs liegen über der holozänen Talfüllung erst der Lettenkeuper, dann im Hart der Gipskeuper. Ein schmaler Keil von Oberem Muschelkalk beginnt in der Ruckgraben-Mulde rechts des Bachlaufs etwa am Tennhof, schon wenige hundert Meter weiter liegt der sich eintiefende gesamte Talgrund des Weidachtals im Oberen Muschelkalk, in dem der Ruckgraben auch mündet. Rechtsseits des Weidachtals wurde früher im Fuchsloch Muschelkalk abgebaut, die Grube scheint heute verfüllt zu sein.

## Natur und Schutzgebiete
Am rechten Hang des Weidachtals stehen an den südexponierten Hängen alte Weinberg-Trockenmauern. Das größtenteils offene Einzugsgebiet hat nur wenige Feldhecken. Vom Südrand des Waldes Hart bis fast zum Neckarhang im Westen zieht sich am rechten Hang eine Zone aus Obstbaum- und Schrebergärten entlang.
Das Weidachtal grenzt mündungsnah linksseits an das Naturschutzgebiet Oeffinger Scillawald am Neckarhang. Das Weidachtal sowie das Tal des Ruckgrabens etwas vor dessen Beginn und das dort von links zumündende Lange Tal ab der Oeffinger Ortsgrenze liegen im Landschaftsschutzgebiet Oeffinger Rain und Weidachtal. Das Landschaftsschutzgebiet Hartwald mit Umgebung weiter aufwärts am Ruckgraben zieht sich vom namengebenden Wald Hart ganz im Norden bis etwas über den Bachlauf hinweg an den linken Hang der oberen Mulde des Baches.
An beiden Hängen des vor dem Nordwesteck von Oeffingen zulaufenden, heute trockenen Langen Tals/Oberen Weidachtals stehen Reste eines alten Klebwaldes.

### LUBW
Amtliche Online-Gewässerkarte mit passendem Ausschnitt und den hier benutzten Layern: Lauf und Einzugsgebiet des Ruckgrabens

Allgemeiner Einstieg ohne Voreinstellungen und Layer: Daten- und Kartendienst der Landesanstalt für Umwelt Baden-Württemberg (LUBW) (Hinweise)
1. 1 2  Höhe nach dem Höhenlinienbild auf dem Hintergrundlayer Topographische Karte.
2. 1 2  Länge nach dem Layer Gewässernetz (AWGN).
3. 1 2  Einzugsgebiet nach dem Layer Basiseinzugsgebiet (AWGN).
4. ↑  Höhe nach grauer Beschriftung auf dem Hintergrundlayer Topographische Karte.
5. ↑  Einzugsgebiet abgemessen auf dem Hintergrundlayer Topographische Karte.
6. 1 2 3 4  Länge abgemessen auf dem Hintergrundlayer Topographische Karte.
7. ↑  Name Oberes Weidachtal nach der Beschreibung eines Biotops (Klebwald) westnordwestlich von Oeffingen am unteren Abschnitt des Trockentals.
8. ↑  Schutzgebiete nach den einschlägigen Layern, Natur teilweise nach dem Layer Biotop.

### Andere Belege
1. 1 2  Stauziel des Neckars zwischen den Doppelschleusen Hofen und Aldingen.
2. ↑  Friedrich Huttenlocher, Hansjörg Dongus: Geographische Landesaufnahme: Die naturräumlichen Einheiten auf Blatt 170 Stuttgart. Bundesanstalt für Landeskunde, Bad Godesberg 1949, überarbeitet 1967. → Online-Karte (PDF; 4,0 MB)
3. ↑  Geologie nach den Layern zu Geologische Karte 1:50.000 auf: Mapserver des Landesamtes für Geologie, Rohstoffe und Bergbau (LGRB) (Hinweise)